# Apsilochorema malayanum
Apsilochorema malayanum är en nattsländeart som beskrevs av Banks 1931. Apsilochorema malayanum ingår i släktet Apsilochorema och familjen Hydrobiosidae. Inga underarter finns listade i Catalogue of Life.